# Den perfekte muslim
Den perfekte muslim er en dokumentarfilm instrueret af Fenar Ahmad efter manuskript af Nikolai Lang.

## Handling
På videnskabelig vis forsøger Nikolai Lang fra Dansk Center for Integrationsanalyse (DCIA) at trænge om bag medierne og politikernes spin og en gang for alle at løse integrationsproblematikken. Fenar Ahmad, hvis familie kommer fra Irak, dokumenterer denne kamp, samtidig med at han undersøger sin egen oplevelse af mødet med Danmark.